# Cerkiew Ikony Matki Bożej „Znak” w Barnaule
Cerkiew Ikony Matki Bożej „Znak” – prawosławna parafialna cerkiew w Barnaule.
Świątynia została zlokalizowana na miejscu starszego, drewnianego obiektu w 1858 według zatwierdzonego dwa lata wcześniej projektu. W 1916 w jej sąsiedztwie wzniesiona została kaplica upamiętniająca 300 lat rządów Romanowów w Imperium Rosyjskim.
W latach 1933–1936 w cerkwi, posiadającej wówczas status soboru, służył arcybiskup Jakub (Maskajew), zesłany na Syberię przez władze stalinowskie. Przebywał on w Barnaule do swojego ponownego aresztowania. W marcu 1938 NKWD ogłosiła odkrycie „kontrrewolucyjnej powstańczej organizacji monarchistycznej”, badając sfabrykowaną sprawę zabójstwa stróża cerkwi Ikony Matki Bożej „Znak”. W grudniu tego samego roku świątynia została zamknięta dla potrzeb kultu i zmieniona w archiwum NKWD, następnie archiwum państwowe Kraju Ałtajskiego. W 1939 z budynku zdjęto kopuły i krzyż, rozebrano trójkondygnacyjną dzwonnicę i całkowicie zmieniono układ wnętrza, dzieląc je na dwa poziomy.
Rosyjski Kościół Prawosławny odzyskał cerkiew Ikony Matki Bożej „Znak” w Barnaule w 1992, w bardzo złym stanie technicznym. Mimo tego biskup nowosybirski Tichon (Jemieljanow) zdecydował o jej otwarciu jako czynnej świątyni parafialnej, równolegle z podjętą przez pierwszego proboszcza odbudową. W grudniu 1993 rozpoczęła się budowa kaplicy św. Jana Kronsztadzkiego, przyległej do głównej bryły cerkwi, w której umieszczono chrzcielnicę. Od lutego 1994 cerkiew zaczęła działać w pełnym wymiarze. Od tegoż roku przy świątyni działa żeński monaster.
W 1997 zostały odbudowane boczne kaplice cerkwi pod wezwaniem Świętych Zachariasza i Elżbiety oraz św. Mikołaja. 23 maja 2009 zakończyła się restauracja głównej kopuły z krzyżem.